# Academische Jaarprijs
De Academische Jaarprijs was van 2006 tot en met 2013 een jaarlijkse prijs waarmee onderzoekers in Nederland een communicatieproject konden realiseren. De prijs was bedoeld om wetenschappelijke onderzoekers en promovendi te motiveren om samen met studenten een breed publiek en/of specifieke doelgroepen actief te interesseren voor onderzoek.
De prijs was een initiatief van de Nederlandse Organisatie voor Wetenschappelijk Onderzoek (NWO), NRC Media, de Koninklijke Nederlandse Akademie van Wetenschappen (KNAW) en de VPRO/NTR, die vertegenwoordigd waren in het bestuur van de Stichting Academische Jaarprijs. Het besluit om na 2013 te stoppen met de prijs was ingegeven door behoefte aan vernieuwing op het gebied van wetenschapscommunicatie en afnemende financiële mogelijkheden. 
Teams streden om een bijdrage van 100.000 euro met een voorstel voor een communicatieproject op basis van hun onderzoek. Een jury oordeelde over de kwaliteit van het onderzoek, de kracht, originaliteit en haalbaarheid van het voorstel. In latere jaren werd daarnaast ook een publieksprijs uitgereikt, waardoor naast het onderzoek ook meer gekeken werd naar de presentatie van een project. Het winnende team kreeg het laatste jaar een redactioneel item in een wetenschapsprogramma van de VPRO/NTR. 

## Teams en winnaars
| Jaartal | Project                                                          | Universiteit                  | Projectteam          |
| ------- | ---------------------------------------------------------------- | ----------------------------- | -------------------- |
| 2013    | Vogel het uit!                                                   | Universiteit van Amsterdam    | Team Shamoun Baranes |
| 2012    | iSPEX: meet fijnstof met je smartphone                           | Universiteit Leiden           | Team Snik            |
| 2011    | Antibiotica gezocht!                                             | Universiteit Leiden           | Team van Wezel       |
| 2010    | Vliegkunstenaars                                                 | Wageningen University         | Team Lentink         |
| 2009    | Cosmic Sensation                                                 | Radboud Universiteit Nijmegen | Team de Jong         |
| 2008    | Ontdek het onzichtbare heelal                                    | Rijksuniversiteit Groningen   |                      |
| 2007    | Op expeditie met paleoklimaatonderzoekers naar de broeikaswereld | Universiteit Utrecht          | Team Beneker         |
| 2006    | Zonder insecten geen leven op aarde                              | Wageningen Universiteit       | Team Dicke           |